# Charles Voigt
Charles Adolph Voigt (* 2. Mai 1869 in San José, Kalifornien; † 1929 in London) war ein US-amerikanischer Tennisspieler und -funktionär.

## Biografie
Obwohl Voigt in den Vereinigten Staaten geboren wurde, verbrachte er die meiste Zeit seines Lebens in Europa, hauptsächlich in Berlin und Rotterdam, weswegen er eher ein Kosmopolit als Amerikaner war. Er organisierte die jährliche internationale Tennis-Turnierausgabe in Hamburg und war Mitglied des Deutschen Komitees, das an den ersten Olympischen Spielen in Athen stattfand. Er galt als begeisterter Befürworter des Tennissports.
Voigt nahm selbst an den Olympischen Sommerspielen 1900 in Paris am Tenniswettbewerb teil. Er spielte nur im Einzel, wo er in der ersten Runde Basil Spalding de Garmendia unterlag. Eigentlich hatte er auch für den Golfwettbewerb gemeldet, doch startete dort letztlich nicht.
Voigt wird eine Verbindung zur Gründung des Davis Cup nachgesagt. Als er bei einem Turnier in Niagara-on-the-Lake den jungen Millionär Dwight Filley Davis traf, sagte Voigt vor Verlassen des Turniers, dass, wenn er ein reicher Tennisspieler sei, er etwas für den Sport tun würde, etwa ein großes Preisgeld oder eine Trophäe stiften.